# Khỉ ăn chuối (chiến thuật)
Chiến thuật Khỉ ăn chuối là một chiến thuật quân sự của loại hình chiến lược chiến tranh du kích được sử dụng bởi quân du kích của Mặt trận Giải phóng Miền Nam Việt Nam. Tiêu đề được trích xuất từ tài liệu Chiến sĩ Cộng Hòa của Cục Tâm lý chiến Việt Nam Cộng hòa.

## Hình tượng
Chiến thuật được gọi từ hình tượng con khỉ ăn chuối, ăn chưa hết trái này đã vớ trái khác đưa vào mồm. Hình tượng này đặt cho một chiến thuật tấn công của du kích miền Nam khi họ cũng có lối đánh trông giống như thế.

## Mô tả
Lực lượng du kích miền Nam sẽ huy động quân đánh vào các đồn bốt của Quân lực Việt Nam Cộng hòa. Điều kiện đầu tiên là các đồn bốt phải nằm gần nhau. Quân du kích sẽ chia thành nhiều nhóm, mỗi nhóm tiến đến một đồn bốt. Họ phân bố chiến đấu và đợi giờ khai hỏa tấn công. Họ không tấn công đồng loạt mà đánh từng đồn. Một nhóm sẽ đánh một đồn bốt trước, trong khi các nhóm tại từng các đồn bốt khác chờ đợi. Khi đồn bốt đầu tiên bị hạ thì nhóm chiến đấu thứ hai sẽ khai hỏa tấn công vào đồn bốt thứ hai. Nhóm tấn công đầu tiên sẽ mau chóng di chuyển đến yểm trợ cho nhóm tấn công thứ hai. Và tiếp tục như thế với các đồn bốt khác.